# Transrapid 08
A Transrapid 08 a német ThyssenKrupp-Transrapid által kifejlesztett maglev vonat volt. 1999-ben készült el belőle egy szerelvény. Maximális sebessége 501 km/h volt, de a tervezett sebessége 550 km/h lett volna. A DB tervei szerint ilyen vonatok közlekedtek volna Berlin és Hamburg között a Berlin–Hamburg mágnesvasúton. De végül a maglev helyett maradt a hagyományos ICE szolgáltatás. A prototípus háromrészes motorvonat 311 személyes volt.

## Baleset
A Siemens németországi tesztpályáján közlekedett, míg balesetet nem szenvedett 2006. szeptember 22-én, melyben 23 ember meghalt, 10 pedig megsérült. A Transrapid 08 összeütközött 162 km/h sebességgel egy mozgó karbantartó járművel. A vonat első része, továbbá a karbantartó jármű teljesen megsemmisült az ütközés során. A mentést nehezítette, hogy a pálya itt magas betonoszlopokon haladt.

## Kínai export
Hasonló szerelvények kerültek Kínába is, a sanghaji maglev vonalra, a Transrapid SMT, mely a vonat városi használatra módosított változata.
Ez az ötrészes jármű alig különbözik a külsőleg a prototípustól. A vonat légkondicionált, nincs benne WC, a szakaszokat üvegajtók választják el egymástól.